# Europa Clipper

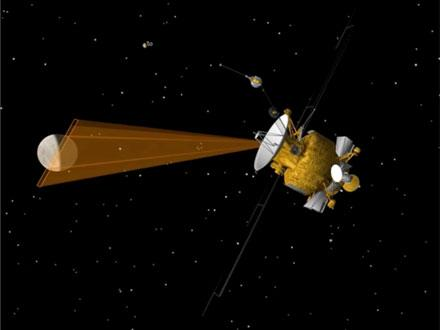
Europa Clipper в уявленні художника

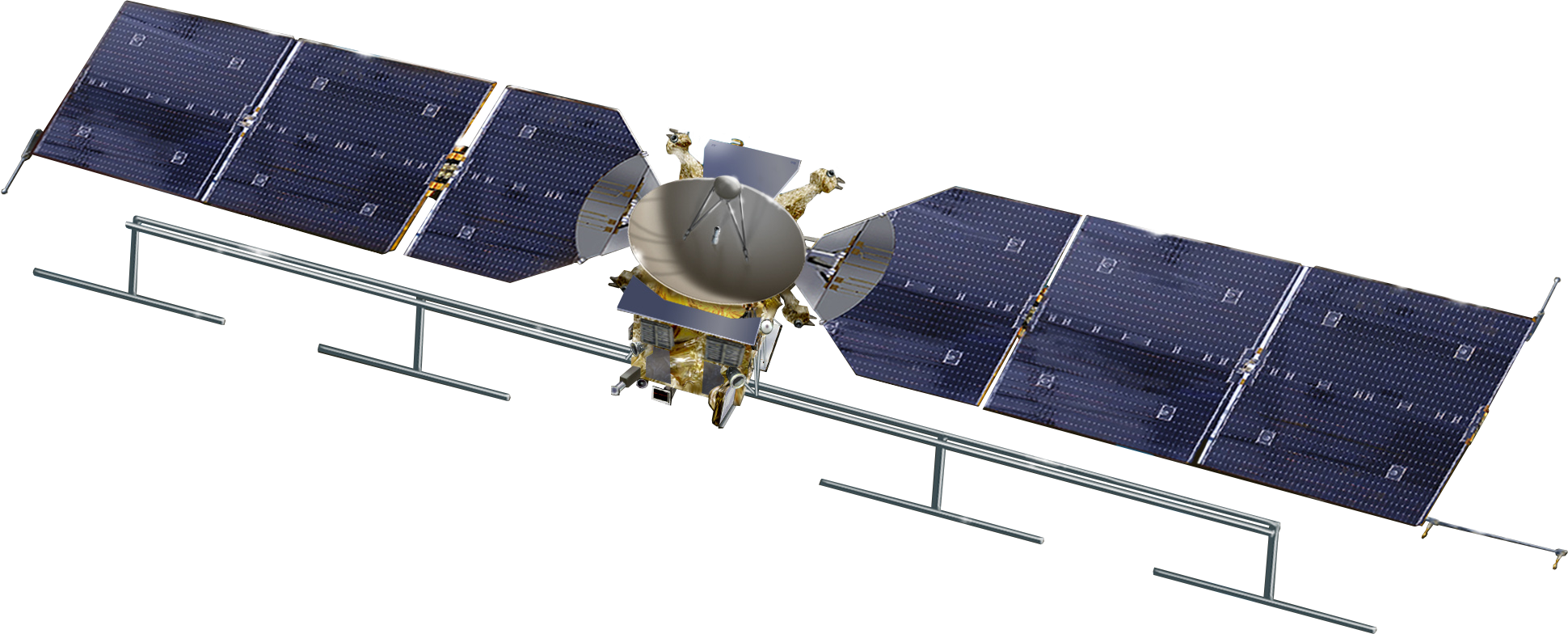
Концепт КА Europa Clipper

Europa Clipper (раніше відомий як Europa Multiple Flyby Mission) — космічний зонд, розроблений НАСА для дослідження Європи, галілеїв супутник Юпітера. Він був запущений 14 жовтня 2024 року. Космічний апарат здійснить гравітаційний маневр біля Марса 1 березня 2025 року, та біля Землі 3 грудня 2026, перед прибуттям на Європу у квітні 2030 року. Космічний апарат виконає серію прольотів повз Європу, перебуваючи на орбіті Юпітера.
Europa Clipper виконає подальші дослідження, аналогічні до тих, що проводив апарат Галілео під час своїх восьми років (1995–2003) на орбіті Юпітера, які вказали на існування підповерхневого океану під крижаною корою Європи. Плани надіслати космічний апарат до Європи були спочатку розроблені в рамках проектів таких як Europa Orbiter та Jupiter Icy Moons Orbiter, де передбачалося введення космічного апарата на орбіту навколо Європи. Однак через несприятливі ефекти радіації з магнітосфери Юпітера на орбіті Європи було вирішено, що безпечніше буде вивести космічний апарат на еліптичну орбіту навколо Юпітера і здійснити 44 близьких прольотів місяця замість цього. Космічний апарат є більшим за будь-який інший, який використовувався в попередніх планетарних місіях NASA.
Europa Clipper доповнює місію Європейського космічного агентства Jupiter Icy Moons Explorer, запущену в 2023 році, яка двічі здійснить спробу прольоту біля Європи та ще кілька разів біля Каллісто перед виходом на орбіту навколо Ганімеда.

## Історія проєкту
- З 2008 року проєкт був частиною міжнародного проєкту Europa Jupiter System Mission (ЄКА/NASA/JAXA), запланованого до запуску на початку 2020-х років, і називався Jupiter Europa Orbiter (JEO).
- На початку 2011 року місія JEO була скасована у зв'язку з її дорожнечею ($4,7 млрд[джерело?]), скороченням деяких дослідницьких програм на користь вивчення Марса і складністю посадки апарата на поверхню Європи (деталізація зображень, отриманих «Галілео», не дозволяла визначити характер поверхні супутника).
- У квітні 2011 року було представлено здешевлений спадкоємець місії JEO, проєкт Europa Clipper — орбітальний зонд вартістю $2 млрд (без урахування вартості ракети-носія Atlas V 551 і запуску).
- У березні 2012 року проєкт Europa Clipper презентували на щорічній конференції OPAG (Outer Planets Assassemet Group).
- 10 квітня 2013 року Адміністрація президента США опублікувала пропозицію до NASA на 2014 бюджетний рік щодо скорочення на $200 млн фінансування програм, пов'язаних із вивченням далеких планет Сонячної системи. Таким чином, фінансування та розробка програми місії до Європи могло початися не раніше 2015—2016 рр., після ухвалення бюджету на 2015 фінансовий рік.
- У липні 2013 року наукові команди Europa Science Definition Team, JPL та лабораторія прикладної фізики Університету Джона Гопкінса представили на конференції OPAG спільну доповідь, що розвивала ідеї проєкту Europa Clipper.
- На початку вересня 2013 року стало відомо, що команда, опрацьовуючи концепцію місії Europa Clipper, відмовилася від використання розроблюваного NASA радіоізотопного генератора енергії нового покоління (Advanced Stirling Radioisotope Generator, ASRG). Причиною відмови стали проблеми з надійністю ASRG і екстремальні радіаційні умови системи Юпітера. Як джерело енергії для Europa Clipper опрацьовувалися тільки MMRTG (багатоцільовий Радіоізотопний термоелектричний генератор, подібне джерело встановлено в MSL, а гарантований термін його служби становить не менше 14 років) і сонячні батареї (панелі розміром 2 × 9 м, встановлені на КА Юнона, виробляють 150 Вт електроенергії, що еквівалентно виробленню від MMRTG).
- 13 січня 2014 року на конференції OPAG представили оновлені дані проєкту[значущість факту?].
- 4 березня 2014 року NASA оголосило про плани місії до Європи: у проєкті американського бюджету на 2015 рік для цієї мети було виділено $15 млн (за попередні роки на опрацювання різних аспектів місії було витрачено більше 150 млн). Фаворитом серед запропонованих проєктів була місія Europa Clipper. Передбачувана дата запуску була перенесена з 2021 на 2024 рік із прибуттям в систему Юпітера в 2031 році.
- 28 квітня 2014 року NASA випустило прес-реліз[джерело?], згідно з яким агентство в змозі профінансувати лише таку місію до Європи, вартість якої не перевищить $1 млрд.
- У середині липня 2014 року — NASA оголосило про готовність виділити $25 млн на розробку інструментів для майбутнього зонда. Оскільки американське агентство не змогло визначитися зі списком необхідних приладів, було оголошено конкурс на найкращу пропозицію з найбільш ефективного вивчення Європи. Пропозиції мали розглядатися групою експертів, яка мала зібратися 17 жовтня, а в квітні 2015 передбачалося відібрати 20 заявок-переможців. У підсумку експертна група мала визначити вісім приладів, які буде встановлено на зонді.
- У грудні 2014 року стало відомо, що бюджет NASA на 2015 фінансовий рік у порівнянні з бюджетом 2014 буде збільшено, що дозволило в цілому збільшити витрати на Planetary Science і безпосередньо виділити на дослідження Європи асигнування в розмірі $118 млн. Попри те, що місії NASA до Європи офіційно не існувало, ця обставина підвищила шанси на її початок у 2016 році. У такому випадку запуск апарата був можливим до середини 2022 року.
- У лютому 2015 року було представлено бюджет NASA на 2016 фіскальний рік, згідно з яким на розробку місії до Європи планувалося виділити $30 млн.
- У червні 2015 року NASA схвалило Europa Clipper, і він перейшов на стадію розробки[1] з очікуваним запуском між 2022—2025 роками.
- На 2020 рік було передбачено фінансування проєкту в розмірі $600 млн[2].
- NASA запустила кампанію “Повідомлення в пляшці”, в межах якої імена, отримані до 23:59 EST 31 грудня 2023 року, мали бути вигравірувані на мікрочіпі разом із віршем лауреата США Ади Лімон "На славу таємниці: Вірш для Європи"[3][4][5].
- 12 квітня 2024 року співробітники Лабораторії реактивного руху NASA (JPL) влаштували презентацію зонду Europa Clipper для журналістів[6].
- 14 жовтня 2024 року - Europa Clipper запущений в космос[7][8].

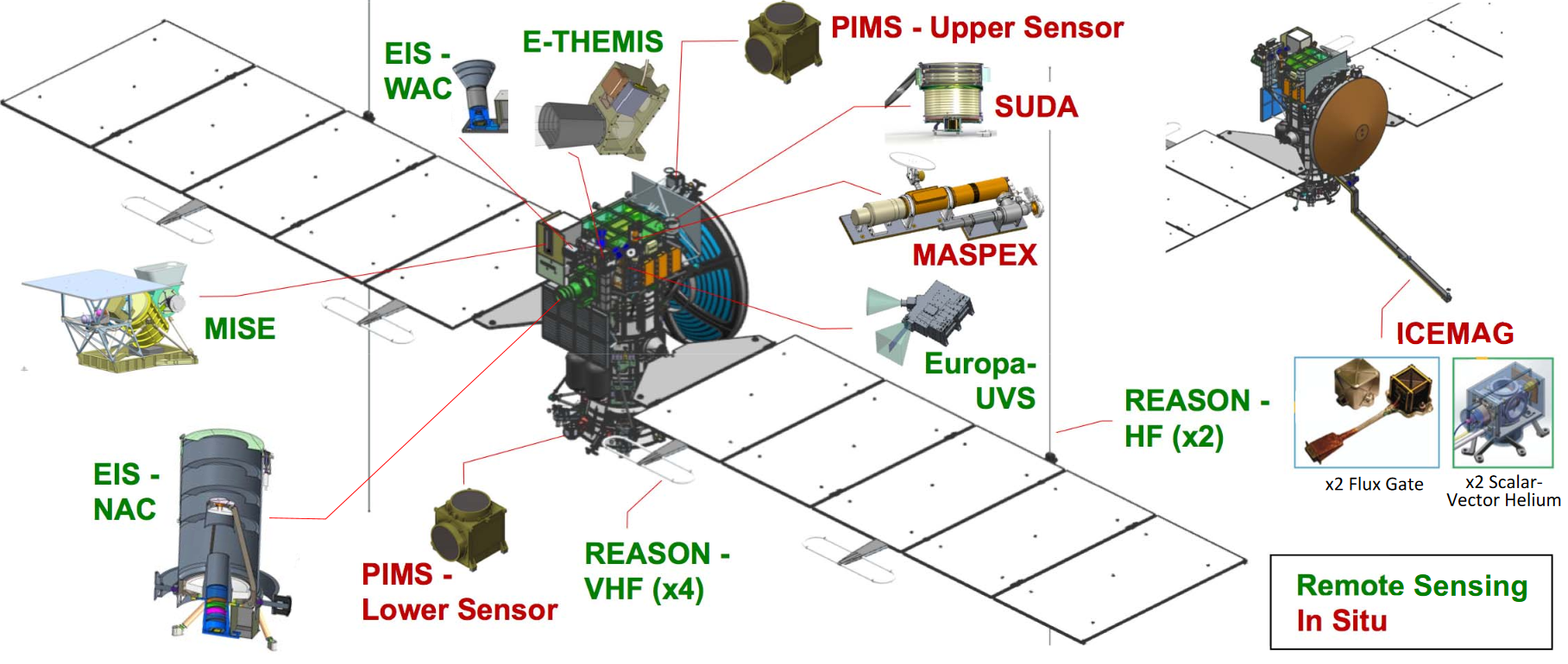
Схема космічного апарата

## Мета та завдання проєкту
Перед Europa Clipper стоять дві головні цілі:
- досліджувати Європу на предмет її населеності;
- зібрати достатню кількість інформації для визначення місця посадки апарата в складі наступної місії.

Для досягнення цих цілей перед Europa Clipper поставлено три основні завдання:
- крижана оболонка й океан: підтвердити існування підлідного океану та ополонок і вивчити процеси взаємодії крижаної кори й океану;
- структура: визначити розподіл і хімічний склад основних сполук і їх зв'язку в підлідному океані;
- планетологія: охарактеризувати поверхню, включаючи місця недавньої й поточної активності.

## Сценарій місії
Фаза міжпланетного перельоту
- 21 листопада 2021 — запуск (стартове вікно — з 15 листопада тривалістю 21 день).
- 14 травня 2022 — перший гравітаційний маневр (Венера).
- 24 жовтня 2023 — другий гравітаційний маневр (Земля).
- 24 жовтня 2025 — третій гравітаційний маневр (Земля).

Фаза дослідження Європи
- 4 квітня 2028 — прибуття Europa Clipper в систему Юпітера і початок досліджень Європи (109 днів). Протягом номінальної місії Europa Clipper має передати 1,4 Тбайт даних, включаючи зображення високої роздільної здатності з деталізацією аж до 0,5 м на піксель, дані радіолокаційного зондування та спектри поверхні, а також вимірювання магнітного поля. Під час найближчого зближення зонда з поверхнею (25 км від замороженої поверхні супутника) радар визначить товщину крижаної кори Європи й глибину водного океану під нею (а за найбільш сприятливого збігу обставин — навіть його солоність). За отриманими результатами буде визначено місце посадки апарата наступної місії.
- Жовтень 2031 — номінальне завершення місії.

## Характеристики

### Ракета-носій

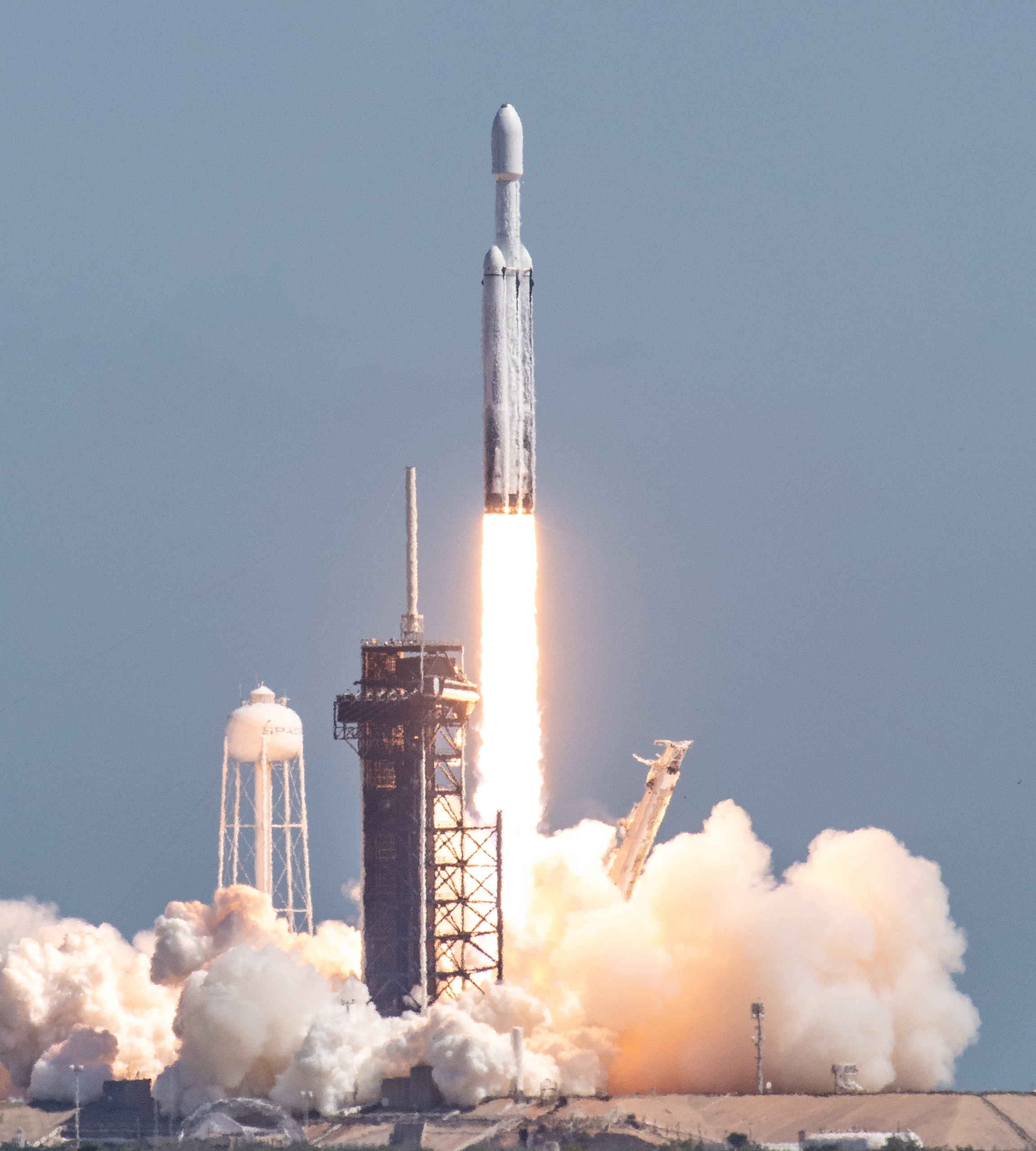
Falcon Heavy стартує з Europa Clipper зі стартового комплексу 39A Космічного центру імені Кеннеді в понеділок, 14 жовтня 2024 року; 12:06 за київським часом

Europa Clipper мав бути виведений на орбіту або ракетою-носієм Atlas V 551 (вартість запуску — близько $200 млн), або ракетою-носієм SLS (попередня оцінка вартості запуску — близько $1 млрд). У разі затвердження SLS, КА не будуть потрібні гравітаційні маневри, а політ триватиме 2,73 року з пуском 14 червня 2022 (найранніша можлива дата при використанні РКН SLS) з прибуттям у систему Юпітера 4 березня 2025 року. Однак, доступний до того часу 70-тонний варіант РКН здатний доставити в систему Юпітера апарат масою не більше 2,9 т. У разі затвердження Atlas V, політ потребує гравітаційного маневру за маршрутом Земля—Венера—Земля—Земля (EVEE) та триватиме 6,37 року.

### Конструкція
- Повна маса: 3582 кг (варіант з 5 MMRTG).
- Суха маса: 2072 кг.
- Маса радіаційного захисту: 54 кг.
- Передача даних на Землю: 3,0-м high-gain антена зі швидкістю передачі 134 кбіт/с.
- Джерело живлення: 5 MMRTG або сонячні батареї загальною площею 95 м², здатні виробляти 23000 Вт енергії (поблизу Землі) та 700 Вт (поблизу Юпітера)[9][6].

### Наукова апаратура
Мінімальний перелік наукових приладів:
- Камера (для зйомки поверхні й побудови її 3D-моделі). Максимальна деталізація: 0,5 м на піксель. Деталізація з висоти 100 км: 25 м на піксель;
- ІЧ-спектрометр (для визначення хімічних маркерів);
- Радар (для сканування і проникнення в крижану оболонку).

Рекомендований перелік наукових приладів включає три додаткових інструменти:
- Магнітометр і зонд Ленгмюра (для визначення солоності океану);
- Мас-спектрометр нейтральних частинок (для визначення складу екзосфери);
- Прилад для підтвердження наявності океану.